# Begegnung in Venedig

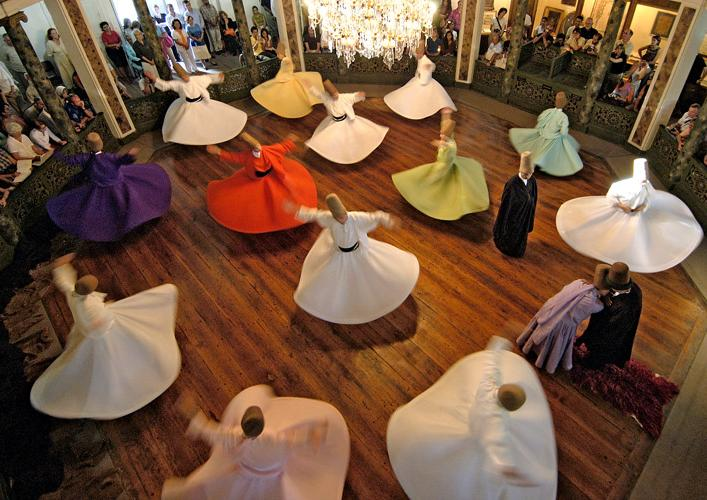
Drehende Derwische in einer türkischen Festhalle, ein Originaldrehort

Begegnung in Venedig (Originaltitel: Hasards ou coïncidences) ist ein französisch-kanadisches Filmdrama von Claude Lelouch. Der Film wurde am 3. September 1998 auf den Filmfestspielen von Venedig uraufgeführt. Sein überspannendes Credo lautet „Je größer das Unglück, desto grandioser das Leben“.

## Handlung
Die alleinerziehende Miriam lernt auf einer Reise den galanten Kunsthändler Pierre kennen. Daraus entwickelt sich eine romantische Liebesbeziehung, die ein jähes Ende findet, als Miriams Sohn Serge und Pierre mit einem Segelboot tödlich verunglücken. Zwecks Trauerbewältigung setzt sie die gemeinsam begonnene Weltreise alleine fort. Die einzelnen Stationen hält sie mit einer Videokamera fest.

## Hintergrund
Das Liebesdrama wurde 1997 von Lelouchs Produktionsfirma „Les films 13“ mit einem Budget von umgerechnet 11,1 Millionen Euro produziert.
Die Drehorte waren um den Globus verstreut, im Einzelnen waren es New York, Südkorea, Frankreich, Venedig, Mexiko und Kanada. Eine Ballettszene wurde auf dem Markusplatz in Venedig gedreht.
Der Maler Chaim Soutine findet im Film mehrfach Erwähnung. Die von Pierre gefälschten Bilder „Die Gondel mit der roten Frau“ und „Die Spirale“ sind jedoch keine Werke des Künstlers.

## Kritik
„Melodram über die Macht der Liebe, Vergänglichkeit und Tod, das sich einer modernen Ästhetik verpflichtet fühlt, die nicht so recht zu den Inhalten passen will. Dabei wird die Spielhandlung immer wieder durch kunstfertig montierte Videoaufnahmen und Rückblenden unterbrochen.“

## Auszeichnungen
Alessandra Martines gewann 1998 als beste Darstellerin den Silbernen Hugo. Die Filmmusik war 1999 für einen César nominiert.